# Chaussé
Chaussé bruges som betegnelse for en kunstig anlagt hovedvej (landevej) med befæstelse, dvs. chaussering, af grus- eller skærvemakadamisering, eller chaussé-brolægning af 8-10 cm store, firkantede sten.
Ordet "chaussé" er et fransk låneord (chaussée), der måske kommer af latin calcare (= at betræde),  eller måske af fransk chaux (= kalk).  Det kan være en forvanskning af middelalderlatin via calciata, der også er ophav til det engelske ord causeway (opmuret vej over vand eller sump). 
I Danmark blev der i 1780'erne anlagt dyre chausséer, man blev afkrævet vejskat for at benytte. Denne blev opkrævet ved milepælene af bommænd, og blev årsag til mordet på Lars Olsen, der var bommand i Asmindrup. Han forpagtede Kalundborgvejens bom nr 13 regnet fra København, kaldt Asmindrup-bommen. Bomhuset, hvorfra han kunne overse sit vejstykke, stod vest for den vej, der i dag fører op til Ubberup højskole. De tre drabsmænd vidste, at Olsen tit lå inde med en hel del penge; og om natten 10. juli 1838 blev han dræbt og pengene stjålet. 